# زیبایی شناسی تجربی
زیبایی‌شناسی تجربی
علوم رفتاری برای تحلیل تجربه زیبایی‌شناسی به فنون علمی شبه علمی متکی بوده است. بیشتر مطالعات این رشته بر تحلیل همبستگی استوار است. در این مطالعات رابطه دو متغیر یا بیشتر با استفاده از کنترل طبیعی یا کنترل برنامه‌ریزی شده اندازه‌گیری شده است.